# Географічні позначення та традиційні продукти в Європейському Союзі
Три схеми Європейського Союзу зазначення походження товару і традиційних продуктів, знані як захищене позначення походження англ. protected designation of origin (PDO), захищене географічне зазначення англ. protected geographical indication (PGI) та гарантовані традиційні продукти англ. traditional specialities guaranteed (TSG), пропагують і захищають назви якісних сільськогосподарських продуктів і харчових продуктів.
Продукти, зареєстровані за однією з трьох схем, можуть бути позначені логотипом для цієї схеми, щоб допомогти визначити ці продукти. Схеми базуються на законодавчій базі Регламенту ЄС № 1151/2012 Європейського Парламенту та Ради від 21 листопада 2012 року щодо схем якості для сільськогосподарської продукції та харчових продуктів. Це регулювання (яке впроваджується в ЄС і поступово розширюється на міжнародному рівні через двосторонні угоди між ЄС та країнами, що не є членами ЄС) гарантує, що тільки товари, що справді походять з цього регіону, можуть бути ідентифіковані як такі в торгівлі. Законодавство вперше набуло чинності в 1992 році. Мета закону — захистити репутацію регіональних харчових продуктів, сприяти сільській та сільськогосподарській діяльності, допомогти виробникам отримати преміальну ціну за свою автентичну продукцію та усунути несумлінну конкуренцію і оману споживачів невідповідними продуктами,, які можуть мати нижчу якість або інший смак.
Ці закони захищають назви вин, сирів, шинки, ковбасних виробів, морепродуктів, оливок, оливкової олії, пива, бальзамічниого оцту, регіональних хлібо-булочних виробів, фруктів, сирого м'яса та овочів.
Продукти, такі як горгондзола, пармезан, фета, блаа, сир Ерв, Лестерширський пиріг зі свинини, сир Пьяве, сир Азіаго, камамбер, херефордшир сидр, коньяк, арманьяк і шампанське можна позначати лише як такі, якщо вони походять з позначеного регіону. Наприклад, сир рокфор повинен бути виготовлений з молока певної породи овець, і дозрівати в природних печерах поблизу міста Рокфор-сюр-Сульзон у департаменті Франції Аверон, де він колонізується грибком  Penicillium roqueforti , який росте в цих печерах.
Ця система схожа на системи апелясьйон, що використовуються в усьому світі, такі як  appellation d'origine contrôlée  (AOC), що використовується у Франції,  denominazione di origine controllata  (DOC), що використовується в Італії,  denominação de origem controlada  (DOC), що використовується в Португалії, система  denumire de origine controlată  (DOC) що використовується в Румунії і система  denominación de origen  (DO), що використовується в Іспанії. У багатьох випадках система PDO / PGI ЄС працює паралельно із системою, що використовується в зазначеній країні, а в деяких випадках підпорядкована вже встановленій системі назви. Наприклад сир Маруаль (як і більшість інших) має як PDO ( Appellation d'origine protégée  (AOP) французькою), так і AOC класифікацію, але в цілому тільки класифікація AOC буде показана.

## Захист та правозастосування
У країнах, де застосовуються закони про захищений географічний статус, захищені позначення можуть використовувати лише продукти, які відповідають різним географічним і якісним критеріям. Також заборонено поєднувати вказівки зі словами, такими як «стиль», «тип», «імітація» або «метод» у зв'язку з захищеними ознаками, або робити що-небудь, що може означати, що продукт відповідає технічним вимогам, наприклад як використання відмінної упаковки, пов'язаної з захищеним продуктом.
Захищені позначення розглядаються як права інтелектуальної власності Митним Регламентом 1383/2003 (Регламент щодо митних дій щодо товарів, які підозрюються у порушенні певних прав інтелектуальної власності, та заходів, які мають бути вжиті проти товарів, які порушили такі права)  і товари, що порушують права, можуть бути вилучені митницею при ввезенні. У межах Європейського Союзу заходи примусу варіюються: порушення може розглядатися як фальсифікація товару, реклама, що вводить в оману, незаконне використання торгової марки або навіть як питання громадського здоров'я. За межами Європи захист продуктів PGS зазвичай вимагає двосторонніх угод між ЄС та країнами-імпортерами, тоді як захищені ознаки не завжди можуть витісняти інші права інтелектуальної власності, такі як торгові марки.
15 листопада 2011 року Європейський суд аудиторів представив свій звіт «Чи дозволяє розробка та управління схемою географічних вказівок бути ефективною?» Європейському Парламенту.

## Цілі захисту
Преамбули до нормативно-правових актів стосуються споживчого попиту на якісні харчові продукти та визначають ряд цілей для режимів захисту:
- просування продукції зі специфічними характеристиками, особливо тих, що походять з менш сприятливих або сільських районів;
- поліпшення доходів фермерів, в обмін на «справжні зусилля щодо поліпшення якості»;
- утримання населення у сільській місцевості;
- надання чіткої та стислої інформації споживачам щодо походження товару.

Надання винагороди за зусилля, спрямовані на поліпшення якості та захист прав споживачів, часто наводяться як обґрунтування захисту торговельних марок в інших областях, та необхідність дії географічних зазначень подібно до торговельних марок.

## Загальний режим
Загальний режим регулює використання захищених позначень походження (PDO) та захищених географічних зазначень (PGI) для харчових продуктів та деяких інших сільськогосподарських продуктів. Існують окремі режими для спиртних напоїв і для ароматизованих напоїв (географічні позначення), а також для вин (географічні зазначення, які часто називають апелясьйон). Походження продукту є лише одним із критеріїв використання захищених термінів: продукт повинен також відповідати різним критеріям якості. Мітка «гарантовані традиційні продукти» (TSG) є схожим захищеним терміном, який не накладає ніяких обмежень на географічне походження продукту.
Захист географічних зазначень поширився на продовольчі та інші види сільськогосподарської продукції в 1992 році.  Зважаючи на різні національні положення, цей «загальний режим» надає більше контролю Європейській Комісії (у порівнянні зі спеціальними режимами) для забезпечення гармонізованого захисту в Європейському Союзі. Тепер[коли?] вона регулюється Положенням про захист географічних зазначень і позначень походження сільськогосподарських продуктів і продовольчих товарів (№ 510/2006). 
Для того, щоб претендувати на PDO, продукт повинен мати якості та характеристики, які, по суті, пов'язані з його регіоном виробництва: він також повинен вироблятися, оброблятися і готуватися суто в межах цього регіону. Вимоги до PGI дещо менш суворі; хороша репутація продукту з цього регіону є достатньою (а не об'єктивно різними характеристиками), якщо будь-який з етапів виробництва, переробки та підготовки може мати місце в регіоні. В іншому випадку захист, наданий двома термінами, є еквівалентним.
Заявка на PDO або PGI подається до органів влади відповідної держави-члена. Він оцінюється державою-членом відповідно до критеріїв у Регламенті і, якщо вважається прийнятним, направляється до Європейської комісії для остаточного затвердження. Заявки публікуються як на національному, так і на етапах експертизи у Спільноті, а треті сторони можуть заперечувати проти запропонованих PDO або PGI, які, на їхню думку, можуть завдати шкоди їх бізнесу. Повторне заперечення полягає в тому, що запропонована деномінація є загальним терміном для цього продукту: загальні назви не можуть бути зареєстровані, але після реєстрації номінали захищені від перетворення у загальновживану торговельну марку. Отже, сир Чеддер вважався родовою назвою, але було дозволено PDO «Сир Чеддер фермерського господарства Вест Каунті». Фета вважалася такою, що не стала загальною і був зареєстрований як PDO к розчаруванню виробників сирів за межами Греції.

## Опис режимів

### Захищене позначення походження (PDO)

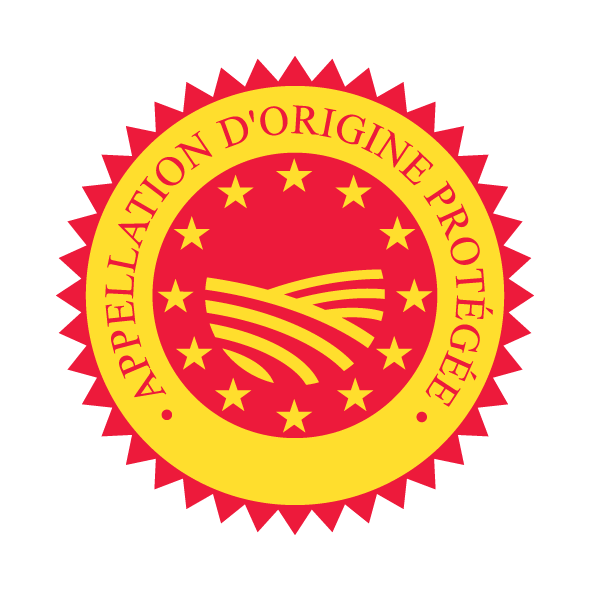
Французький варіант лого захищеного позначення походження

Захищене позначення походження — це назва території, конкретного місця або, у виняткових випадках, назва країни, яка використовується як позначення сільськогосподарського продукту або харчового продукту,
- яка походить з такої території, місця або країни,
- якість або властивості значно або суто визначаються географічним середовищем, включаючи природні та людські фактори,
- виробництво, переробка та підготовка яких здійснюється в межах визначеної географічної території.

Іншими словами, щоб отримати статус PDO, весь продукт повинен бути традиційно і повністю виготовлений (підготовлений, оброблений і вироблений) в межах конкретного регіону і таким чином набуває унікальних властивостей.

### Захищене географічне зазначення (PGI)

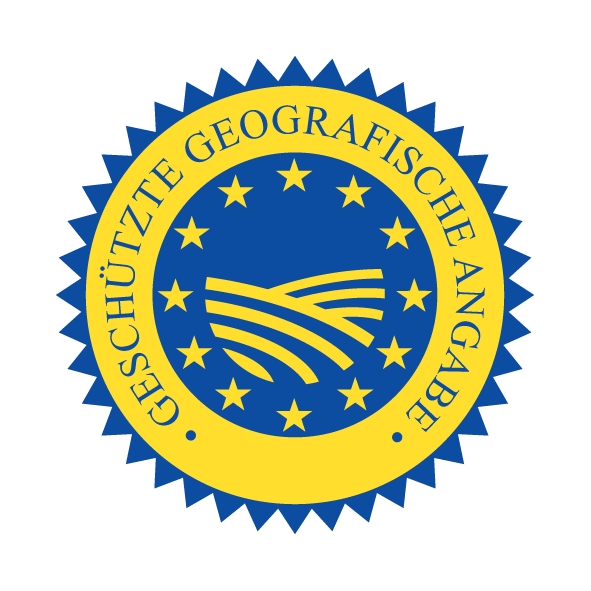
Німецький варіант лого захищеного географічного зазначення

Захищене географічне зазначення — це назва території, конкретного місця або, у виняткових випадках, назва країни, яка використовується як опис сільськогосподарського продукту або харчового продукту,
- що надходить з такої території, місця або країни,
- яка має певну якість, схильність або іншу характерну властивість, що відноситься до його географічного походження,
- принаймні один з етапів виробництва, переробки або підготовки відбувається в районі.[6]

Іншими словами, для отримання статусу PGI весь продукт повинен традиційно і принаймні частково виготовлятися (готуватися, оброблятися або вироблятися) у межах конкретного регіону і таким чином набувати унікальних властивостей.

### Гарантовані традиційні продукти (TSG)
Схема якості TSG спрямована на забезпечення режиму захисту для традиційних харчових продуктів специфічного характеру. Ця схема якості, яка відрізняється від PDO та PGI, не підтверджує, що захищений харчовий продукт має зв'язок з певною географічною територією.
Для того, щоб мати право на ТСГ, їжа повинна мати «специфічний характер», і або її сировина, спосіб виробництва або переробка повинні бути «традиційними».
Згідно ст. 3 Регламенту 1151/12 «специфічний характер» визначається як «характерні виробничі атрибути, які чітко відрізняють продукт від інших подібних продуктів тієї ж категорії».
Згідно ст. 3 Регламенту 1151/12 «традиційний» визначається як «перевірене використання на внутрішньому ринку протягом періоду, який дозволяє передачу між поколіннями; цей період повинен бути не менше 30 років».
Для того, щоб назва продукту підлягала реєстрації за схемою TSG, вона повинна (а) традиційно використовуватися для позначення конкретного продукту; або (б) визначити традиційний характер або специфічний характер продукту.
TSG створює ексклюзивне право на зареєстровану назву продукту. Відповідно, зареєстровану назву продукту можуть використовувати лише ті виробники, які відповідають встановленому способу виробництва та специфікації продукції.
«Правова функція TSG полягає в тому, щоб засвідчити, що конкретний сільськогосподарський продукт об'єктивно володіє специфічними характеристиками, які відрізняють його від усіх інших у своїй категорії, і що його сировина, склад або спосіб виробництва були незмінними протягом мінімум 30 років. Таким чином, продовольчі купюри TSG є зареєстрованими торговими знаками з відмінною функцією.»

## Зв'язок із законом про торговельні знаки
Загалом, подібний захист географічного зазначення може бути отриманий через колективну торгову марку. Вказівки, які служать суто для визначення місця походження товарів, не підлягають реєстрації як товарні знаки відповідно до статті 6 Паризької конвенції про охорону промислової власності (Паризька конвенція), яка має дію в Праві Європейського Союзу відповідно до статті 7 Регламенту про торговельну марку ЄС (№ 40/94)  і статті 3 Директиви для наближення законів держав-членів, що стосуються товарних знаків (89/104/EEC), однак, знаки, які також слугують для визначення якості продукту, що походить з певного регіону, можуть реєструватися, якщо вони не стали загальними у цій торгівлі.
Товарні знаки, які були зареєстровані до реєстрації PDO або PGI можуть використовуватись й надалі, але реєстрація еквівалентного товарного знаку після затвердження PDO або PGDI неможлива (стаття 13 Регламент (EC) № 510/2006). Існування торговельної марки (зареєстрованої або незареєстрованої) може бути причиною для відмови у реєстрації PDO або PGI [стаття 7(3)(c), Регламент (EC) № 510/2006] ]. Звідси польське географічне позначення «Трав'яна горілка з Північної Підляської низовини, ароматизованої екстрактом бізонової трави» (пол. Wódka ziołowa z Niziny Północnopodlaskiej aromatyzowana ekstraktem z trawy żubrowej), було перефразоване таким чином, щоб уникнути порушення торговельної марки «Żubrówka.»

## Спеціальні режими
Захист географічних зазначень для вин та інших алкогольних напоїв був історично першим, який був розроблений як на національному, так і на рівні ЄС. Це також єдиний захист, який визнається
Угодою про торговельні аспекти прав інтелектуальної власності, керована Світовою організацією торгівлі, хоча Європейський Союз наполягає на включенні інших географічних зазначень у Доський раунд світових торговельних переговорів.

### Вина
Правила Європейського Союзу щодо вина, що регулюють виробництво вина («продукт, отриманий суто з повної або часткової алкогольної ферментації свіжого винограду, подрібнений або ні, або отриманий з мусту») значно довше, ніж Закон про торговельні марки Європейського Союзу: основний текст Положення про спільну організацію ринку вина (№ 1493/1999),  перевищує 46 000 слів. Для того, щоб його вважали «якісним вином», вино повинно походити з певного регіону і бути пов'язаним з «географічним зазначенням» або "апелясьйон: насправді, технічний термін, що використовується в Регламенті, є quality wine psr («якісне вино впр»), де psr («впр») означає produced in a specified region («вироблене в певному регіоні»). Вина, які не відповідають цій вимозі, можуть продаватися тільки як столові вина.
У Європейському Союзі не було гармонізації національних положень. Держави-члени розмежують зазначені сфери виробництва та визначають правила та найменування, які застосовуються: Європейська комісія обмежується публікацією інформації, наданої державами-членами. Найменування, як правило, є географічною назвою області, в якій виробляється вино, хоча існують деякі історичні винятки: muscadet і Limoux wine у Франції, Cava і manzanilla в Іспанії та vinho verde в Португалії. Апелясьйон не обов'язково є унікальними: «Кава» може позначати або якісне ігристе вино psr, вироблене в Іспанії, або грецьке витримане столове вино (як транслітерація Κάβα).

## В межах Європейського Союзу
Стаття 13 цього законодавства передбачає, що зареєстровані позначення захищені від:
|  | ... будь-якої узурпації або імітації, навіть якщо вказано справжнє походження продукту або якщо назва використовується в перекладеному вигляді або супроводжується такими термінами, як "вид", "тип" ... |

Це законодавство розширило Конвенцію Стрези 1951 року, яка була першою міжнародною угодою про назви сирів. Взяли участь сім країн: Австрія, Данія, Франція, Італія, Норвегія, Швеція і Швейцарія.

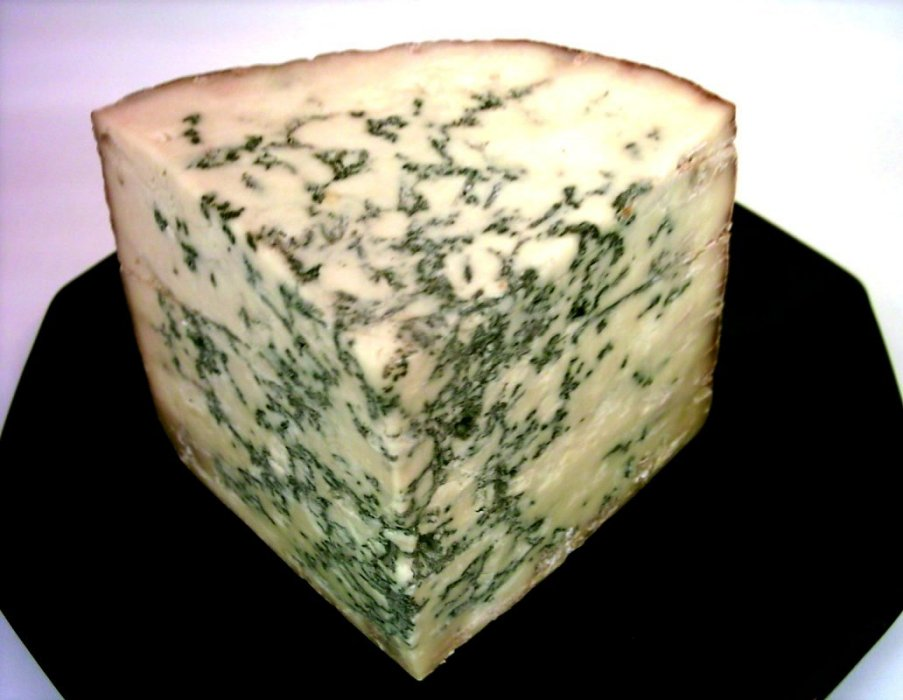
Стілтон — приклад продукту, захищеного походженням.

Вибрані продукти включають Prosciutto Toscano (PDO) з Італії, Bryndza Podhalańska (PDO) і oscypek (PDO) з Польщі, Marchfeldspargel (PGI) з Австрія, Lübecker Marzipan (PGI) з Німеччини, Scotch Beef and Lamb (PGI) з Шотландії, bryndza (PGI) та Oštiepok (PGI) з Словаччини, Kaszëbskô malëna (кашубські полуниці) (PGI) з Польщі.

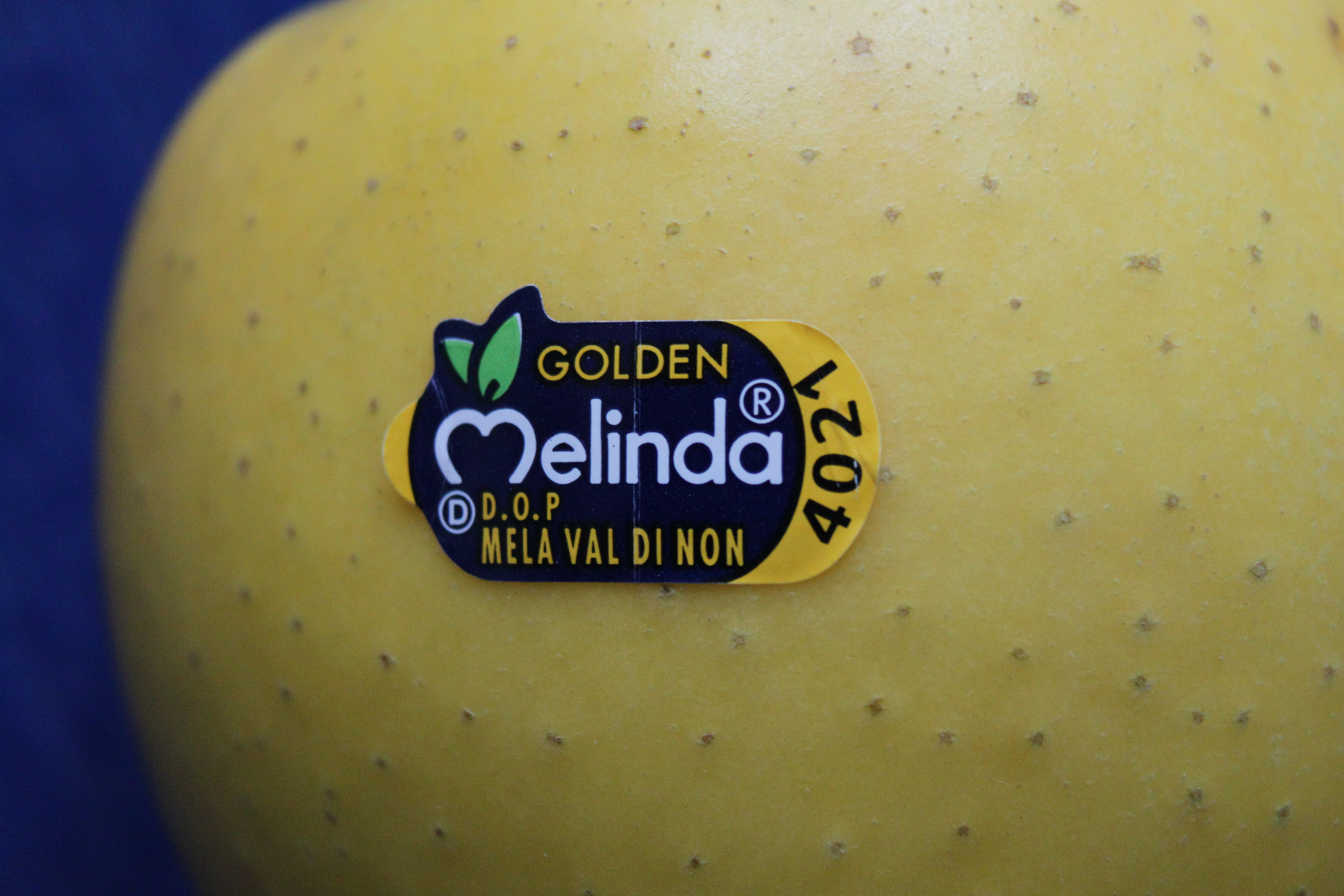
Яблуко зі знаком PDO.

У деяких випадках назва широко поширених продуктів стала загальною і тому не могла бути захищена. Сир Чеддер, наприклад, походить з англійського села Чеддер, Сомерсет, виробляється в багатьох країнах, включаючи США, Канаду, Австралію та Нову Зеландію. Тому назва «Чеддер» не захищена, але більш конкретна назва «Чеддер з ферми Вест Каунті» є. Інші продукти захищені в Європі, але не в інших місцях: моцарела, наприклад, охороняється в Європі, але ім'я використовується молочними компаніями США без обмежень.

## За межами Європейського Союзу
Немає беззастережного захисту цих назв на продуктах, виготовлених і проданих за межами ЄС. Однак існує низка двосторонніх угод з ЄС щодо певного рівня виконання. Такі угоди існують між ЄС та Австралією (вино, 1994, але не для сира), Канада (вино та спиртні напої, 2003), Чилі (вино та спирти, 2002), Колумбія (2007) (кава), Мексика (1997, спиртні напої), Південно-Африканська Республіка (2002, вино та спиртні напої).

## Список продуктів з класифікаціями PDO / PGI / TSG
Повний список сільськогосподарської продукції зі знаками захищеного позначення походження (PDO), захищеного географічного зазначення (PGI), або гарантованого традиційного продукта (TSG) перераховані в алфавітному порядку по країнам, знаходиться на Європейському сільськогосподарському сайті.

## Критика захищеного географічного статусу
Дещо парадоксально, рамки PGS можна представляти як протекціоністський крок проти глобальної агроекономічної політики, так і ринковий неоліберальний інструмент управління сільським господарством. Це робить його не менш важливим полем бою як для антиглобалістського руху, так і для прихильників вільної торгівлі в Австралії та Сполучених Штатах. У будь-якому випадку було висунуто ряд критичних зауважень.

### Питання управління
- Прийняття ринку як локусу регулювання.[9]
- Створення раніше неіснуючих ринків.[9]
- Забезпечення бар'єрів для входу на ринки.
- Звуження конкуренції на існуючих ринках.
- Географічне закріплення капіталу.
- Децентралізована сила споживачів.[10]